# Kaunas Airport
Kaunas International Airport (litauisk: Kauno Oro Uostas), (IATA: KUN, ICAO: EYKA) er efter Vilnius International Airport den næststørste lufthavn i Litauen. I juli 2005 blev lufthavnen moderniseret og er nu en af landets hurtigst voksende lufthavne med mere end 800.000 rejsende i 2010. Lufthavnen ligger i Karmėlava, 15 km nordøst for Kaunas centrum. Bus nr. 29 går fra Kaunas centrum til lufthavnen, som er mest kendt for Ryanairs flyvninger.

## Flyselskaber og destinationer

### Rutefly
| Flyselskaber | Destinationer |
| ------------ | --- |
| airBaltic    | Riga |
| RusLine      | Moskva-Domodedovo |
| Ryanair      | Birmingham, Bristol, Dublin, Edinburgh, Hahn, London-Gatwick, London-Luton, London-Stansted, Oslo-Rygge, Stockholm-Skavsta, Tampere Sæsonflyvninger: Alicante, Cagliari, Kos, Malta, Palma de Mallorca, Paphos, Rhodos, Trapani |

### Fragtflyvninger
| Flyselskaber     | Destinationer |
| ---------------- | ------------- |
| Transaviabaltika | Minsk         |
| Sprint Air       | Warsaw        |

## Statistik
| År   | Total antal passagerer | Antal afgange | Last  |
| ---- | ---------------------- | ------------- | ----- |
| 2000 | 19.202                 | 4.190         | 6.771 |
| 2001 | 20.137                 | 4.409         | 9.517 |
| 2002 | 19.891                 | 3.957         | 8.478 |
| 2003 | 21.732                 | 4.077         | 6.673 |
| 2004 | 27.113                 | 4.832         | 3.569 |
| 2005 | 77.350                 | 4.611         | 4.308 |
| 2006 | 248.228                | 4.865         | 6.862 |
| 2007 | 390.881                | 6.089         | 6.816 |
| 2008 | 410.000                | 5.698         | 3.400 |
| 2009 | 456.698                | 6.027         | 2.113 |
| 2010 | 809.732                | 8.753         | 4.449 |
| 2011 | 872,618                | 9,168         | 4,221 |
| 2012 | 830,268                | NA            | NA    |

Baltikums travleste lufthavne efter passagerer
| Land    | Lufthavn         | 2012      | 2011      | 2010      | 2009      | 2008      | 2007      | 2006      | 2005      | 2004      | 2003    | 2002    | 2001    |
| ------- | ---------------- | --------- | --------- | --------- | --------- | --------- | --------- | --------- | --------- | --------- | ------- | ------- | ------- |
| Letland | Riga Airport     | 4.767.764 | 5.106.692 | 4.663.647 | 4.066.854 | 3.690.549 | 3.160.945 | 2.495.020 | 1.878.035 | 1.060.426 | 711.753 | 633.322 | 622.647 |
| Litauen | Vilnius Airport  | 2.208.096 | 1.712.467 | 1.373.859 | 1.308.632 | 2.048.439 | 1.717.222 | 1.451.468 | 1.281.872 | 964.164   | 719.850 | 634.991 | 584.171 |
| Estland | Tallinn Lufthavn | 2.206.791 | 1.913.172 | 1.384.831 | 1.346.236 | 1.811.536 | 1.728.430 | 1.541.832 | 1.401.059 | 997.941   | 715.859 | 605.697 | 573.493 |
| Litauen | Kaunas Airport   | 830.268   | 872.618   | 809.732   | 456.698   | 410.165   | 390.881   | 248.228   | 77.350    | 27.113    | 21.732  | 19.891  | 20.137  |
| Litauen | Palanga Airport  | 128.169   | 111.133   | 102.528   | 104.600   | 101.586   | 93.379    | 110.828   | 94.000    | 76.020    | 46.666  | 45.971  | 45.660  |

## Transport

### Busser
- Til Kaunas centrum – bus nummer 29 fra 5:00 til 0:30
- Til Vilnius centrum
- Til Klaipėda centrum
- Til Riga centrum og Riga International Airport med stop i Bauska, Letland, undervejs. En enkeltbillet koster 15€.